# Даблдэй, Фрэнк
Фрэнк Даблдэй (англ. Frank Doubleday; 28 января 1945, Норуич, Коннектикут, США — 3 марта 2018, Лос-Анджелес, США) — американский характерный актёр. Благодаря своей харизме и типажу исполнял роли отрицательных персонажей, преимущественно представителей криминальной субкультуры. Наиболее известен ролью главаря банды в культовом фильме Джона Карпентера «Нападение на 13-й участок» и ролью заключенного по прозвищу «Ромеро» в ещё более культовом фильме Карпентера «Побег из Нью-Йорка».

## Ранние годы
Фрэнк Даблдэй родился в городе Норуич, Коннектикут. В 1951 году его семья переехала в Лос-Анджелес, Калифорния. После окончания средней школы Фрэнк поступил в Los Angeles Pierce Junior College, где заинтересовался актёрским мастерством и начал участвовать в студенческих театральных постановках. После окончания колледжа Даблдэй работал в Почтовой службе США. В начале 1970-х годов после просмотра спектакля «В ожидании Годо» по пьесе Сэмюэла Беккета Фрэнк принял решение сменить сферу деятельности, устроился в один из театров и решил заняться кинокарьерой

## Карьера
Впервые Даблдэй появился на телевидении в 1975 году, снявшись в эпизодах таких сериалов как «Полицейская история» и «Лукас Таннер». Первую большую роль Фрэнк получил в комедии «Первый нудистский мюзикл», где исполнил роль агрессивного панка-социопата, тем самым сформировав типаж, который впоследствии будет использован им на протяжении дальнейшей карьеры. После выхода фильма его заметил режиссёр Джон Карпентер и пригласил на роль главаря банды в фильм «Нападение на 13-й участок». Фильм получил признание критики и впоследствии статус культового, а образ персонажа Фрэнка Даблдэя стал одним из самых запоминающихся. Впоследствии кадр из фильма с изображением персонажа Фрэнка был использован в качестве обложки официального саундтрека фильма.
В последующие годы Даблдэй исполнил роли отрицательных персонажей в сериалах «В поисках приключений», «Чудо-женщина», «Невероятный Халк», «Старски и Хатч», «Ангелы Чарли», а также в фильме «Бутч и Сандэнс: Ранние дни». В 1981 году он снялся в ещё одном фильме Джона Карпентера «Побег из Нью-Йорка», который после выхода получил значительный коммерческий успех. В процессе производства фильма Фрэнк Даблдэй с согласия режиссёра получил свободу действий над созданием внешности, образа и модели поведения своего персонажа, в результате чего его персонаж по прозвищу «Ромеро» стал одним из самых запоминающихся в фильме.
Другими примечательными работами Даблдэя были роли сына-психопата главаря мафии в фильме «Ангелочек-мстительница», агрессивного заключённого в научно-фантастическом фильме «Космический гнев: Побег из космической тюрьмы», члена банды в фильме «Бродяги», наёмника в фильме «Телевизионные новости». Также на протяжении 1980-х годов Даблдэй появлялся в эпизодах таких сериалов, как «Блюз Хилл-стрит», «Ти Джей Хукер», «Кувалда», «Удивительные истории». В конце 1980-х годов Фрэнк Даблдэй сосредоточился на работе в театре Hollywood Court Theater, где занимался постановкой спектаклей и преподаванием актёрского мастерства, в связи с чем его кинокарьера пошла на спад.

## Личная жизнь
Фрэнк Даблдэй с середины 1970-х годов и до самой своей смерти был женат на актрисе и кинопродюсере Кристине Харт, в браке с которой у него родились дочери Портия Даблдэй и Кэйтлин Даблдэй, также ставшие актрисами.
Фрэнк Даблдэй умер 3 марта 2018 года от осложнений рака пищевода в возрасте 73 лет в Лос-Анджелесе.

## Фильмография
| Год       |    | Русское название                              | Оригинальное название                  | Роль                   |
| --------- | -- | --------------------------------------------- | -------------------------------------- | ---------------------- |
| 1975      | с  | Лукас Таннер                                  | Lucas Tanner                           | Джо Джо                |
| 1975      | с  | Полицейская история                           | Police Story                           | Эрни                   |
| 1976      | ф  | Первый нудистский мюзикл                      | The First Nudie Musical                | Эрвин                  |
| 1976      | с  | —                                             | Delvecchio                             | Бобби Кратч            |
| 1976      | ф  | Алекс и цыганка                               | Alex & the Gypsy                       | заключённый            |
| 1976      | ф  | Нападение на 13-й участок                     | Assault on Precinct 13                 | белый главарь банды    |
| 1976      | с  | В поисках приключений                         | The Quest                              | Лути                   |
| 1976      | с  | Старски и Хатч                                | Starsky & Hutch                        | Мэттью                 |
| 1977      | ф  | —                                             | Abar                                   | бандит                 |
| 1977      | тф | —                                             | A Killing Affair                       | водитель               |
| 1978      | с  | Чудо-женщина                                  | Wonder Woman                           | Ван Драйвер            |
| 1978      | ф  | Большой сговор                                | The Big Fix                            | партнёр Джона          |
| 1978      | с  | Ангелы Чарли                                  | Charlie’s Angels                       | Джо Хикс               |
| 1979      | ф  | Бутч и Сандэнс: Ранние дни                    | Butch and Sundance: The Early Days     | второй бандит          |
| 1981      | с  | Невероятный Халк                              | The Incredible Hulk                    | Дэнни                  |
| 1981      | ф  | Побег из Нью-Йорка                            | Escape from New York                   | Ромеро                 |
| 1981      | с  | У Арчи Банкера                                | Archie Bunker’s Place                  | фотограф               |
| 1981—1982 | с  | Калифорнийский дорожный патруль               | CHiPs                                  | Эдди / Лопес           |
| 1982      | с  | Величайший американский герой                 | The Greatest American Hero             | Лутц                   |
| 1983      | с  | Блюз Хилл-стрит                               | Hill Street Blues                      | стрелок                |
| 1983      | с  | —                                             | Trauma Center                          | Берни                  |
| 1983—1985 | с  | Ти Джей Хукер                                 | T. J. Hooker                           | стрелок / Сэмми Бейкер |
| 1985      | ф  | Ангелочек-мстительница                        | Avenging Angel                         | Майлз Джеррард         |
| 1985      | ф  | Космический гнев: Побег из космической тюрьмы | Space Rage                             | нейрохирург            |
| 1986      | ф  | Бродяги                                       | Nomads                                 | Бритва                 |
| 1986      | с  | Стингрей                                      | Stingray                               | старшина               |
| 1986      | с  | Кувалда                                       | Sledge Hammer!                         | Клифф                  |
| 1987      | с  | Удивительные истории                          | Amazing Stories                        | Беклофф                |
| 1987      | ф  | Телевизионные новости                         | Broadcast News                         | наёмник                |
| 1988      | с  | —                                             | Our House                              | Ларри Осборн           |
| 1988      | тф | Длинная рука                                  | Longarm                                | бродяга                |
| 1989      | ф  | Сыщик из Лос-Анджелеса                        | L.A. Bounty                            | Рэнд                   |
| 1991      | в  | Кукольный человек                             | Dollman                                | Клой                   |
| 1991      | ф  | План 12 из открытого космоса Шекспира         | Shakespeare’s Plan 12 from Outer Space | Мальволио              |
| 1997      | с  | Вне веры: Правда или ложь                     | Beyond Belief: Fact or Fiction         | Локсмит                |